# آلة الإدراك
منظور الآلة أو آلة الإدراك (بالإنجليزية: Machine perception)‏ هو قدرة نظام الحاسوب على تفسير البيانات بطريقة مشابهة للبشر وذلك باستخدام حواسهم. والطريقة الأساسية المستعملة هي أن أجهزة الحاسوب تتلقى وتستجيب لبيئتها هي بواسطة الأجهزة المرفقة التي تجلب البيانات.